# میخ‌پنجه دم‌مسی
میخ‌پنجه دُم‌مِسی (نام علمی: Centropus cupreicaudus) نام یک گونه از سرده میخ‌پنجه است.

## توضیحات
یک میخ‌پنجه دم مسی بالغ حدود 48 سانتی متر (19 اینچ) طول دارد و دارای منقار خمیده و دم بلند و پهن است. نرها کمی کوچکتر از ماده‌ها هستند. پرهای میخ‌پنجه دم مسی شبیه پرهای میخ‌پنجه سنگالی است. دارای سر و قسمت بالایی مشکی، زیر تنه سفید یا کرم رنگ، کفل قهوه‌ای با براق مسی و دم قهوه‌ای مایل به سیاه است.
پرندگان نابالغ دارای رگه‌های رنگ پریده بر روی سر و پرهای روی بال‌های آن‌ها میله‌ای است.